# Amtsgericht Beeskow
Das Amtsgericht Beeskow war ein preußisches Amtsgericht mit Sitz in Beeskow, Provinz Brandenburg.

## Geschichte
Ab 1849 war das königliche Kreisgericht Beeskow das zuständige Gericht. Übergeordnet war das Kammergericht als Appellationsgericht. Im Rahmen der Reichsjustizgesetze wurden diese Gerichte aufgehoben und reichsweit einheitlich Oberlandes-, Land- und Amtsgerichte gebildet. Das königlich preußische Amtsgericht Beeskow wurde mit Wirkung zum 1. Oktober 1879 als eines von elf Amtsgerichten im Bezirk des Landgerichtes Frankfurt (Oder) im Bezirk des Kammergerichtes gebildet. Der Sitz des Gerichtes war die Stadt Beeskow. Sein Gerichtsbezirk umfasste
- den Landkreis Beeskow-Storkow ohne die Teile, die den Amtsgerichten Buchholz, Cöpenick, Fürstenwalde, Königs-Wusterhausen und Storkow zugeordnet waren
- aus dem Landkreis Lübben den Stadtbezirk Friedland, die Amtsbezirke Günthersdorf, Leißnitz und Mixdorf und die Gemeindebezirke Briescht (Lübbener Kreisanteil) und Cossenblatt sowie die Gutsbezirke Cossenblatt und Sabrodt aus dem Amtsbezirk Wittmannsdorf.[1]

Am Gericht bestanden 1880 zwei Richterstellen. Das Amtsgericht war damit ein mittelgroßes Amtsgericht im Landgerichtsbezirk. Gerichtstage wurden in Friedland abgehalten.
Nach dem Zweiten Weltkrieg wurde das Amtsgericht Beeskow dem Landgericht Cottbus zugeordnet. Zum 1. Juli 1951 wurde das Amtsgericht Beeskow aufgelöst und sein Sprengel dem Amtsgericht Fürstenwalde zugeordnet. Im Jahre 1952 wurden in der DDR die Amtsgerichte abgeschafft und stattdessen Kreisgerichte gebildet. Beeskow kam zum Kreis Beeskow, zuständiges Gericht war damit das Kreisgericht Beeskow. Das Amtsgericht Beeskow wurde auch nach dem Zusammenbruch der DDR nicht neu errichtet.